# Рудяків
Рудяків (також вживалося і Рудяки) — колишнє село, входило до складу Бориспільского району Київської області. Майже повністю пішло під воду Канівського водосховища у 1970-х роках.

## З історії
За часів козаччини село Рудяків підпорядковувалося Вороньківській сотні Переяславського полку Війська Запорізького.
Є сповідний роспис від 1751 року
За описом Київського намісництва 1781 року в Рудякові було 67 хат. За описом 1787 року в селі проживало 257 душ. Село було у власності полковниці Надії Потьомкіної.
Є на мапі 1787 року.
Тарас Шевченко мав сподівання звести в Рудякові свою хату, про що писав у листах до свого брата, однак не судилося — на заваді став урядовець на прізвище Табачников. Хату рудяківського священика намалював Кобзар, після знесення села її перенесли у музей просто неба в Переяславі.
Станом на 1926 року входило до складу Рогозівського району, в Рудякові проживало 1960 жителів.
Під час Голодомору 1932—1933 років померло від голоду щонайменше 10 людей.
1940 року Миколаївську церкву комсомольці розібрали, розвалили куполи.
1965 року радянське керівництво починає примусово виселяти села Бориспільського та Переяслав-Хмельницького районів, що знаходилися на лівому березі Дніпра — підлягали затопленню Канівським водосховищем. Масово виселяли рудяківців з 1968 року, останній мешканець полишив місцевість 1972-го.
26 січня 1971 року було видано рішення виконавчого комітету Київської обласної ради депутатів трудящих № 74 «Про зміни в адміністративнотериторіальному поділі Бориспільського району». Згідно з ним, у зв'язку з переселенням жителів із зони затоплення водоймищем Канівської ГЕС, виключені з облікових даних села Бориспільського району: Гусинці Гусинцівської сільради; Кальне і Рудяки Рудяківської сільради.
3 рудяківські кладовища, селян переселили до Головурова, Мирного, Старого, Борисполя, поселялися на правому березі Дніпра, в інших краях України.
У сучасності на території села розташований заплавний ландшафтний заказник Кілов-Рудяків.

## Уродженці
- Козьменко-Делінде Валентин Микитович (нар. 1951) — український театральний режисер, педагог.